# Александров (Гомельская область)
Алекса́ндров (бел. Аляксандраў) — деревня в Солонском сельсовете Жлобинского района Гомельской области Белоруссии.

## География

### Расположение
В 15 км на юго-запад от Жлобина, 1 км от железнодорожной станции Мормаль (на линии Жлобин — Калинковичи), 81 км от Гомеля.

## Транспортная сеть
Транспортные связи по просёлочной, а затем автомобильной дороге Папоротное — Жлобин. Планировка состоит из прямолинейной улицы, ориентированной с юго-востока на северо-запад, застроенной деревянными усадьбами.

## История
Согласно письменным источникам известна с XIX века. В 1909 году 324 десятины земли, в Стрешинской волости Рогачёвского уезда Могилёвской губернии. В 1930 году жители вступили в колхоз. Во время Великой Отечественной войны в июне 1943 года гитлеровские каратели полностью сожгли деревню и убили 8 жителей. 19 жителей погибли на фронтах. В 1954 году к деревне присоединены соседние деревни Гнилая Лужа и Залужье. Согласно переписи 1959 года в составе совхоза «Нива» (центр — деревня Нивы).

## Население

### Численность
- 2004 год — 20 хозяйств, 29 жителей.

### Динамика
- 1897 год — 2 двора, 10 жителей (согласно переписи).
- 1909 год — 15 дворов, 93 жителя.
- 1925 год — 36 дворов.
- 1940 год — 45 дворов, 250 жителей.
- 1959 год — 216 жителей (согласно переписи).
- 2004 год — 20 хозяйств, 29 жителей.